# Lucien Petit-Breton
Lucien Georges Mazan, conegut com a Lucien Petit-Breton   (Plessé, 18 d'octubre de 1882 - Troyes, 20 de desembre de 1917) va ser un ciclista franco-argentí.
Va passar la seva infantesa a l'Argentina, on el seu pare, rellotger i joier, es va instal·lar a la dècada de 1880 després d'una derrota electoral. Allà va fer el seu debut competitiu i era anomenat "Petit-Breton" per amagar a la seva família la seva participació en proves de ciclisme, una passió que el seu pare desaprovava.
De tornada a França, Lucien Petit-Breton va aconseguir ràpidament bons resultats i va acumular un palmarès de renom. Guanyador del Tour de França el 1907 i 1908, va ser el primer corredor a guanyar la cursa dues vegades. També té set victòries d'etapa. Rodador excepcional, va guanyar el Bol d'Or el 1904, una prova de pista de 24 hores. Lucien Petit-Breton també va tenir èxits en clàssiques de prestigi com la París-Tours, la París-Brussel·les i la primera edició de Milà-Sanremo el 1907 . Aquestes victòries el van convertir en un dels ciclistes amb més èxit abans de la guerra. Va escriure diverses columnes al setmanari La Vie au grand air, pel qual va cobrir el Tour de França.
Assignat al 20è Esquadró de Trens durant la Primera Guerra Mundial va ser víctima d'un accident de trànsit mentre anava al front i va morir per les ferides poques hores més tard. És, amb Octave Lapize i François Faber, un dels tres guanyadors del Tour que van morir lluitant durant la Primera Guerra Mundial.

## Biografia

### Primers anys
Lucien Mazan va néixer el dia18 d'octubre de 1882 a Plessé, al Loira Inferior. El seu pare, Clément Mazan (1857-1920), va treballar com a rellotger i joier. El 1880 va entrar en política i es va presentar a les eleccions legislatives de l'any següent , on va patir una dura derrota. Va perdre ràpidament una part important de la seva clientela i, per tant, la seva posició social. En aquell moment, l'Argentina buscava desenvolupar-se atraient artesans europeus qualificats. Així, el 1890, Clément Mazan i la seva dona Désirée (1863-1943) es van embarcar amb els seus fills cap a l'Argentina i van obrir una botiga a Buenos Aires.
Amb 14 anys en Lucien va treballar com a botons al Jockey Club, l'hotel més prestigiós de Buenos Aires. Als 16 anys va guanyar una bicicleta a la loteria i a partir d'aleshores va començar a entrenar intensament. La passió pel ciclisme es va apoderar d'ell i va seguir les notícies de les competicions franceses a les revistes esportives. El seu pare desaprovava fortament la competició de ciclisme, que considerava una distracció innecessària i considerava els ciclistes com a saltimbanquis. Lucien Mazan es va inscriure a les curses argentines sota el pseudònim de "Breton", en referència a la seva regió natal, per ocultar la seva participació al seu pare. Ràpidament va aconseguir bons resultats i es va convertir en campió argentí de pista l'any 1899, amb 17 anys, i després en carretera.

### Retorn a França i carrera professional

#### Inicis a la pista (1902-1904)
Lucien Mazan va tornar a França l'any 1902 i es va instal·lar a París amb l'objectiu de practicar el ciclisme de manera professional. El seu amic, escriptor i periodista Jacques Mortane, afirma que gairebé no parlava francès. Un altre ciclista de pista era anomenat Breton, per la qual cosa va canviar el seu pseudònim per evitar confusions i passà a ser anomenat "Petit-Breton". Quan va arribar a París va córrer principalment en pista. Destaca una segona posició al Bol d'Or de 1902, una prova de vint-i-quatre hores, per darrere de Constant Huret, un referent en aquest tipus de curses. L'any 1904 va guanyar el Bol d'Or al velòdrom Buffalo per davant de Léon Georget.

#### Primeres participacions al Tour de França i èxits en els clàssics (1905-1907)

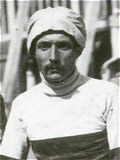
René Pottier va guanyar el Tour de França de 1906 durant el qual Lucien Petit-Breton va acabar 4t de la general i primer en la categoria dels poinçonnées.

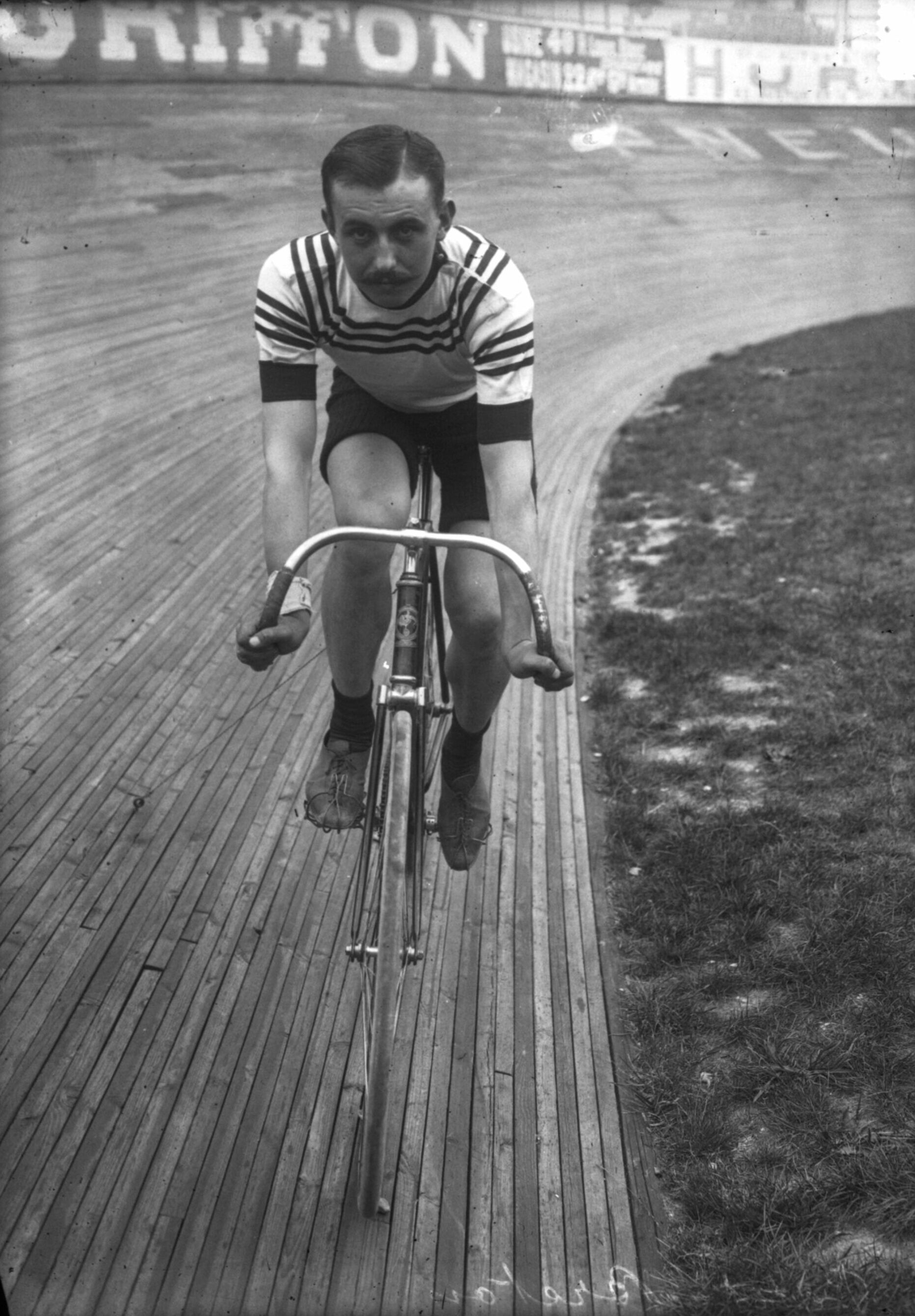
Lucien Petit-Breton, record de l'hora el 1905.

L'any 1905 va participar en el seu primer Tour de França. La classificació es va establir per punts, a partir de la suma de les places obtingudes pels corredors en els finals d'etapa. Louis Trousselier va ser el vencedor d'aquesta tercera edició, mentre que Lucien Petit-Breton va obtenir una destacada cinquena posició final en el seu debut a la cursa. Acabà segon en una etapa tres vegades: a Grenoble, Tolosa i París. A finals de juliol, en el seu primer intent d'establir el rècord de l'hora, va recórrer 40,432 km, lluny de la millor actuació de l'estatunidenc Willie Hamilton amb 40,781 km. Un mes després va fer un segon intent i va batre el rècord recorrent 41,110 km.
El 1906 va acabar quart al Tour de França, a 34 punts del guanyador René Pottier. Aquesta actuació li va valer el títol de primer en la categoria de l'anomenada poinçonnées, és a dir, ciclistes als quals se'ls prohibeix canviar de bicicleta durant la cursa. Un periodista de L'Auto assegura que aquesta actuació és "comparable a la de Pottier, si tenim en compte les innombrables dificultats que va haver de superar Petit-Breton". En aquesta edició va tornar a acabar segon en etapes a Nancy, Bordeus i Nantes. EL30 de setembre guanyà la clàssica Paris-Tours per davant de dos antics guanyadors del Tour de França, Louis Trousselier i Henri Cornet.
El 14 d'abril de 1907 va prendre la sortida de la primera edició del Milà-Sanemo. Trenta-dos ciclista el van acompanyar. L'italià Giovanni Gerbi, el seu company a Bianchi, atacà en solitari i passà amb 3 minuts d'avantatge sobre els seus perseguidors al cim del Passo del Turchino. Amb tot, el francès Gustave Garrigou el va agafar i va decidir esperar a Lucien Petit-Breton, que va unir-se als dos capdavanters en el descens del Capo Berta. Quan els tres homes arribaven junts a Sanremo, Lucien Petit-Breton fa atacar, mentre Giovanni Gerbi neutralitzà a Gustave Garrigou; per guanyar la primera Milà-Sanremo de la història.

#### Primera victòria al Tour de França (1907)

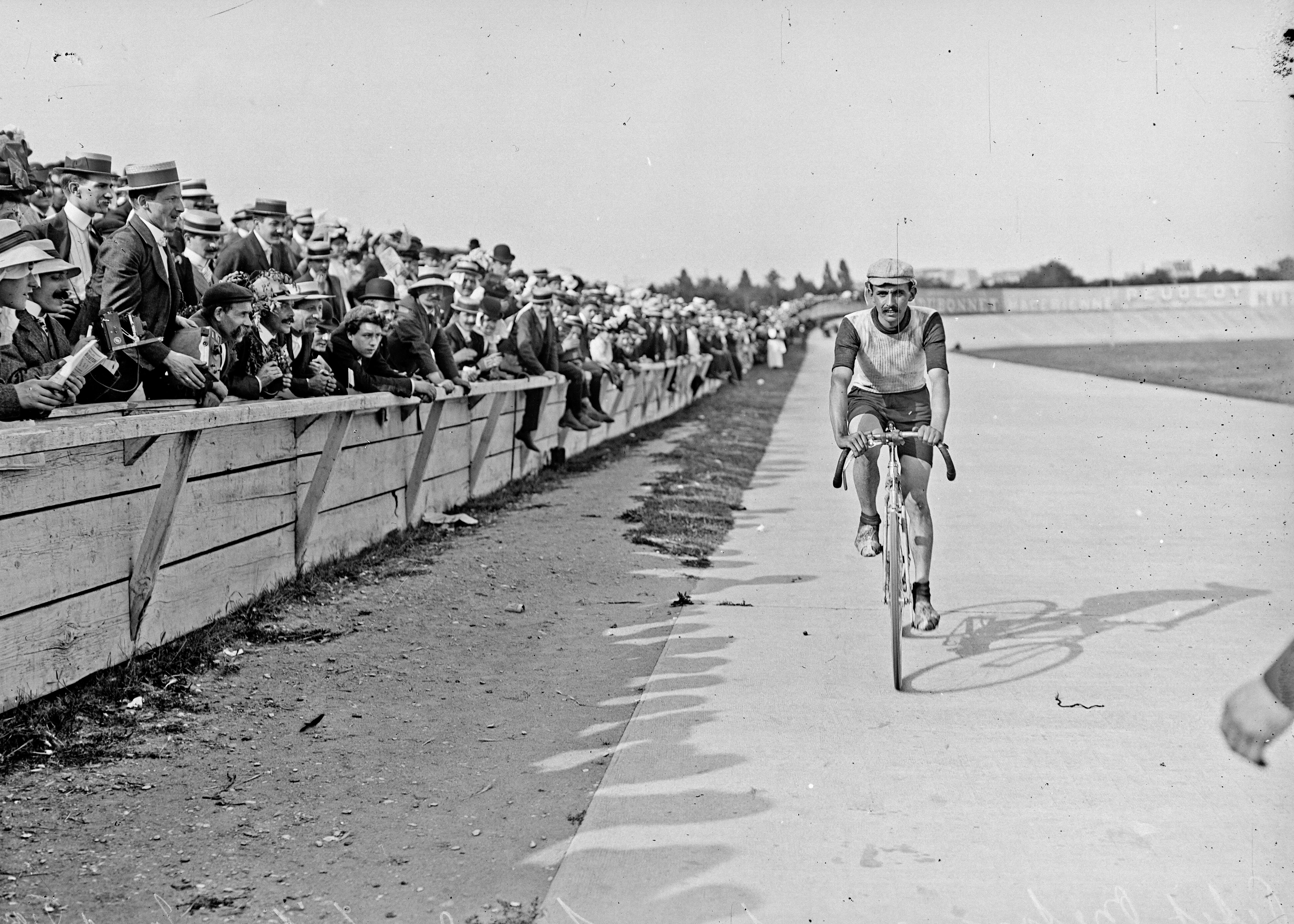
Lucien Petit-Breton fa una volta d'honor al Parc dels Prínceps per celebrar la seva victòria al Tour de França de 1907.

El Tour de França de 1907 va començar sense un clar favorit clar. René Pottier, el vigent vencedor, havia mort el mes de gener anterior. En la seva tercera participació al Tour, Lucien Petit-Breton torna a formar part de la categoria dels poinçonnées. Louis Trousselier, guanyador del Tour de 1905, va guanyar la primera etapa entre París i Roubaix, però va ser Émile Georget qui va passar a dominar la cursa, en guanyar cinc de les set següents etapes. En aquesta fase de la cursa, lidera la classificació general amb 13 punts, per davant de Louis Trousselier amb 29 punts. En la novena etapa entre Tolosa i Baiona, Émile Georget va caure en passar un control. Gonzague Privat li va cedir la seva bicicleta, cosa que era contrària a les normes imposades per Henri Desgrange, director del Tour de França. Georget va ser penalitzat i passà a ocupar la darrera posició de l'etapa, perdent així totes les seves possibilitats de finalitzar la cursa en una bona posició final. Mentrestant, Lucien Petit-Breton va guanyar la seva primera etapa al Tour de França després d'una escapada en solitari de gairebé 250 quilòmetres. Lucien Petit-Breton va aconseguir el liderat de la cursa en la desena etapa, amb final a Bordeus, i victòria de Gustave Garrigou. Va guanyar l'onzena etapa, amb final a Nantes. En arribar a París, Lucien Petit-Breton va ser el gran guanyador del Tour de França amb un total de 47 punts, per davant de Gustave Garrigou i Émile Georget.

#### Segona victòria al Tour de França (1908)

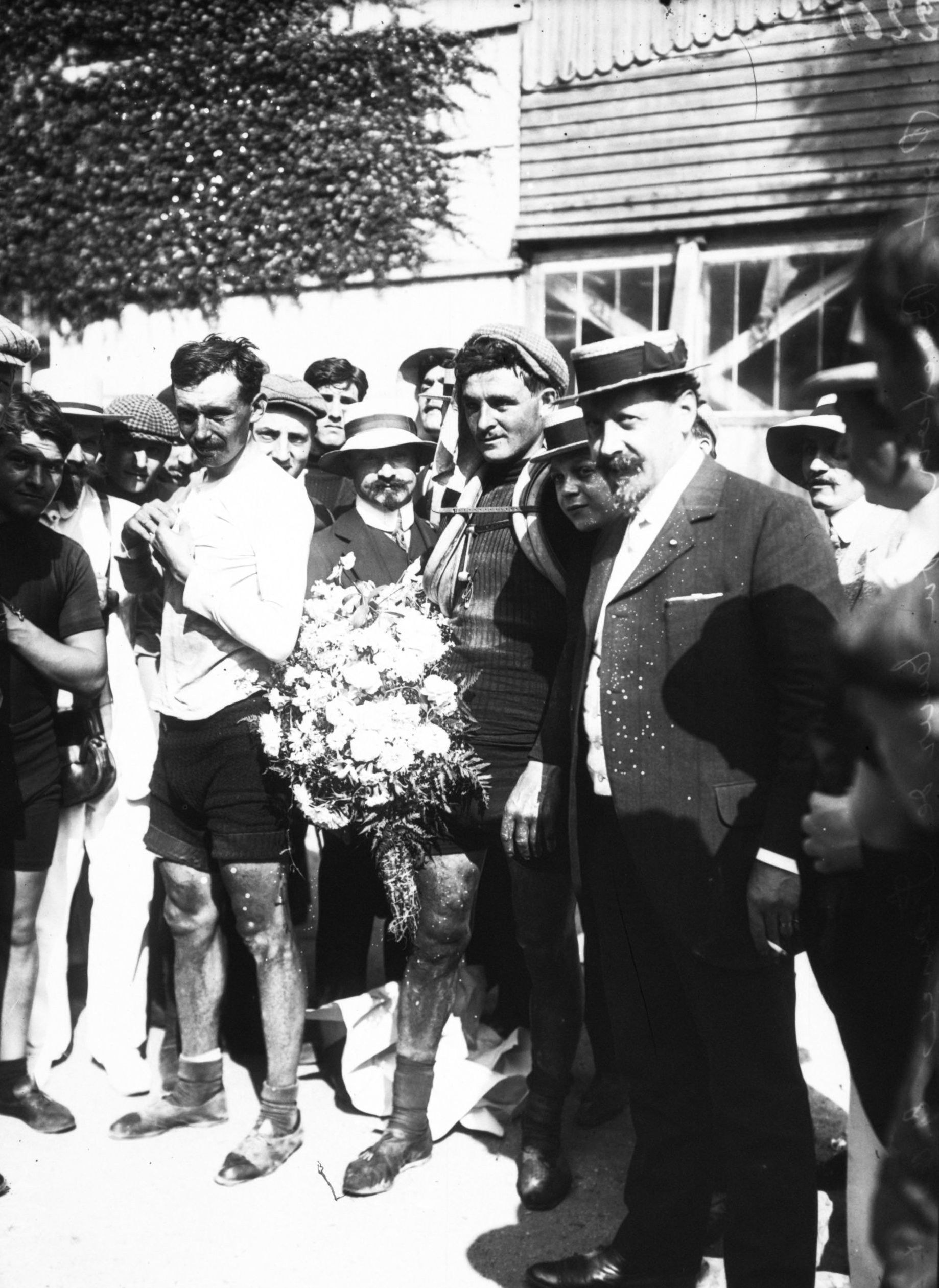
Lucien Petit-Breton després de la victòria al Tour de França de 1908.

Durant la temporada 1908 Lucien Petit-Breton va demostrar tot el seu talent. Va guanyar la Volta a Bèlgica, a més de quatre etapes, i la París-Brussel·les, on va superar a Cyrille Van Hauwaert per un llarg. A l'inici del Tour de França de 1908 l'equip Peugeot va presentar una formació formidable: Petit-Breton estava acompanyat per François Faber, Émile Georget, Hippolyte Aucouturier i Henri Cornet. La primera etapa entre París i Roubaix fou guanyada pel francès Georges Passerieu, també del Peugeot, per davant de Lucien Petit-Breton. La següent etapa, amb final a Metz, va estar marcada per la retirada de Louis Trousselier, guanyador del Tour de França de 1905, i la victòria a l'esprint de Petit-Breton per danvant de Georges Passerieu, amb la qual cosa ambdós quedaven empatats al capdavant de la classificació general amb 3 punts. L'italià Luigi Ganna ocupava la tercera posició, a 4 punts, i Henri Lignon la quarta, a 15. El luxemburguès François Faber va guanyar les dues següents etapes, la primera a Belfort, en la què Georges Passerieu tan sols fou trentè, i la següent a Lió, superant a Gustave Garrigou a l'esprint. Segon a Belfort i tercer a Lió, Petit-Breton aconseguí el liderat de la classificació general. Encara que molt per darrere de Georges Passerieu en la cinquena etapa, Lucien Petit-Breton acabà en tercera posició, mantenint el liderat de la classificació general. La classificació per punts l'afavoreix perquè limita la diferència amb els seus rivals amb molta més facilitat que la classificació general per temps.
Lucien Petit-Breton confirmà la seva superioritat en la segona part del Tour de França. Va guanyar l'etapa amb final a Nimes, per davant del seu company d'escapada Giovanni Gerbi. Amb 16 punts a la classificació general, tenia 33 punts sobre el segon, Luigi Ganna. Només quinzè de l'etapa, Georges Passerieu va retrocedir a la quarta posició de la classificació general per darrere de Gustave Garrigou. Lucien Petit-Breton fou segon a Tolosa de Llenguadoc, per darrere de François Faber, i va guanyar a l'esprint a Baiona, en superar a Giovanni Rossignoli, Gustave Garrigou i Henri Cornet. Amb dues victòries d'etapa més, a Nantes i París, Lucien Petit-Breton va guanyar el seu segon Tour de França consecutiu. A la classificació general sumà 36 punts, mentre el luxemburguès François Faber sumà 68 punts i Georges Passerieu, que completà el podi, va aconseguir 75 punts. L'equip Peugeot va demostrar ser el més fort del gran grup, ja que els seus components van guanyar les 14 etapes del Tour, destacant les cinc de Petit-Breton i les quatre de Faber. Amb aquest èxit Lucien Petit-Breton es va convertir en el primer corredor a guanyar dues edicions del Tour de França, alhora que va veure augmentar la seva popularitat. En acabar la cursa va anunciar que es retirava del ciclisme i que no participaria en el Tour de França de 1909. També va nomenar el seu successor en la persona de François Faber. Parlant d'ell, va dir: «Estic convençut que aquest home serà immillorable l'any vinent.»

#### Fi de la carrera (1909-1914)

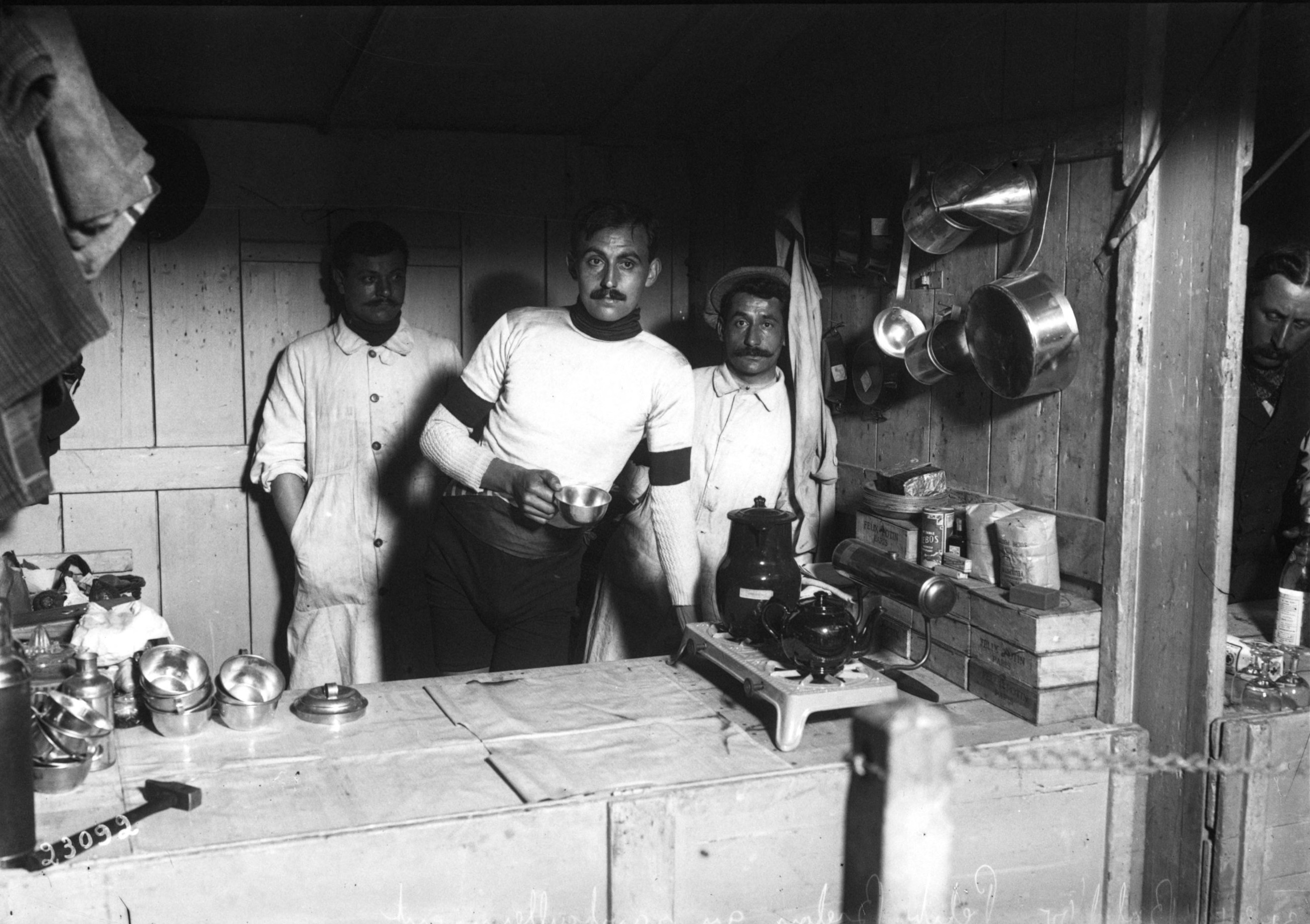
Lucien Petit-Breton al punt d'avituallament del Bol d'Or de1912.

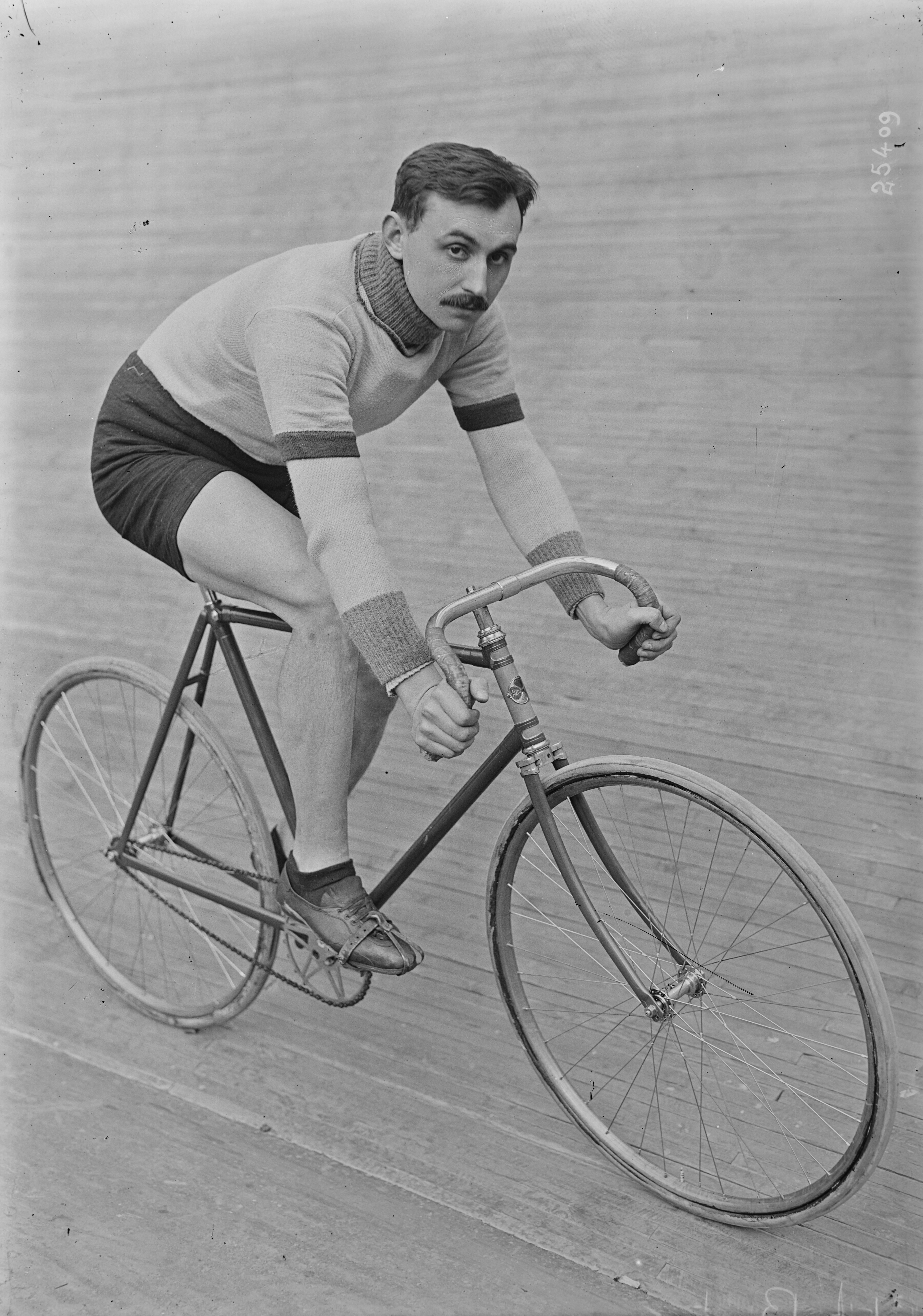
Lucien Petit-Breton va tornar a la pista el 1912.

Després dels seus dos èxits al Tour de França, Lucien Petit-Breton va decidir establir-se com a empresari. El seu proveïdor d'equipaments Peugeot li va oferir la direcció de l'agència de Perigús, on es va traslladar a viure l'octubre del mateix any. El 24 de novembre es va casar amb Marie-Madeleine Macheteau, filla d'un barreter de la comuna de Vallet, al  Loira Inferior. La primavera de 1909 va decidir reprendre la competició però va patir una sèrie de fracassos. Va començar el Giro d'Itàlia, però es va veure obligat a abandonar a la fi de la segona etapa, alhora que decidí no prendre part en el Tour de França. Tanmateix, va acceptar seguir la cursa en un cotxe oficial mentre escrivia articles per al diari La Vie au grand air.

El 1910 fou tercer al campionat francès de Rambouillet. Va prendre la sortida del Giro d'Itàlia i del Tour de França, però en ambdós casos abandonà. El 1911 va guanyar la 5a etapa del Giro d'Itàlia, amb final a Torí i va liderar la classificació general durant una etapa abans de retirar-se. Al Tour de França no té sort, ja que formant part de l'equip La Française, juntament amb el vigent vencedor, Octave Lapize, va patir una forta caiguda en la primera etapa que el va obligar a abandonar.

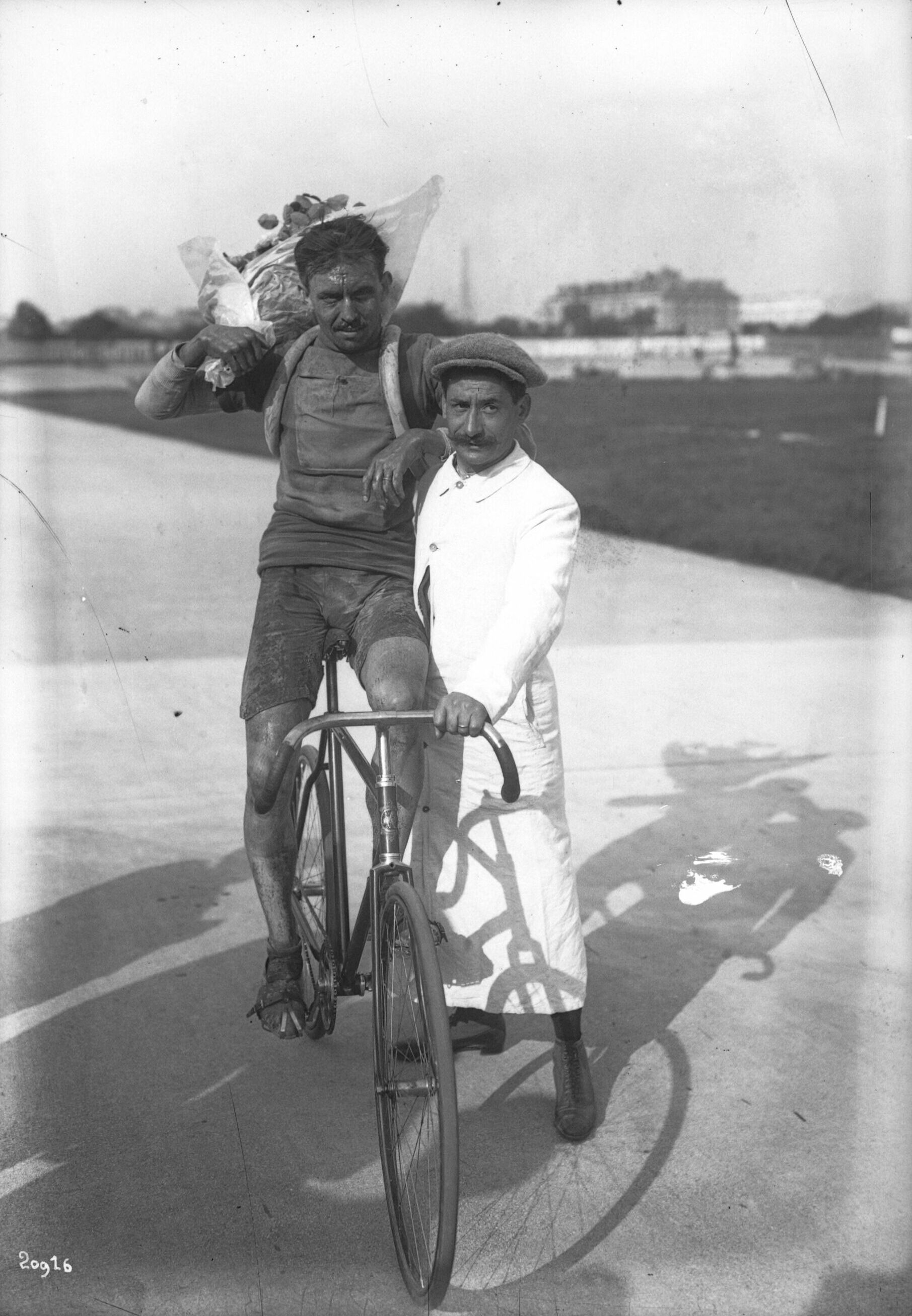
Lucien Petit-Breton a l'arribada de la Bordeus-París de 1912, cursa que finalitzà en segona posició.

El 1912 va tornar a córrer amb l'equip Peugeot, on va tornar a aconseguir bons resultats. El 24 de març fou tercer a la París-Tours darrere dels belgues Louis Heusghem i Charles Deruyter. El 27 de maig fou segon a la Bordeus-París. Present al grup capdavanter de sis homes, va ser l'últim a despenjar-se del grup capdavanter quan va tenir lloc la selecció definitiva i finalment va cedir 8 minuts al guanyador Émile Georget. Semblava que tenia possibilitats de tornar a guanyar la tener posibilidades de ganar una vez más la clásica París-Brussel·les, després de deixar enrere a Cyrille Van Hauwaert a manca de deu quilòmetres de l'arribada, però va perdre totes les seves possibilitats d'èxit després de xocar contra una nena que estava al costat de la carretera que li provocà una lesió a la ròtula. Al Tour de França va tornar a abandonar la cursa a les primeres de canvi, després de xocar contra una vaca durant la segona etapa. A principis de setembre va participar al Bol d'Or. Amb problemes al genoll hagué d'abandonar a la tretzena hora de cursa mentre ocupava la 3a posició. A finals de desembre fou segon als Sis dies de Brussel·les, formant equip amb Léon Comès, per darrere del duet Octave Lapize-René Vandenberghe.
El gener de 1913 fou segon a les Sis hores de París al costat de Léon Comès. El duet va ser superat per Octave Lapize i Victor Dupré, que van recórrer 233,1 quilòmetres. Després va participar en la primera edició dels Sis dies de París, organitzats al velòdrom d'Hiver, fent equip amb Léon Georget. La temporada de carretera de primavera no li fou gaire favorable, com ho demostra la seva retirada a la París-Roubaix després d'una forta caiguda. Més tard va córrer el Tour de França de 1913 amb l'equip Automoto. Henri Desgrange, el director del Tour, va modificar el reglament per deixar enrere la classificació per punts en favor d'una classificació general basada en el temps. Lucien Petit-Breton fou segon en la segona etapa, per darrere del belga Jules Masselis. Poc a poc anà millorant en la classificació general, fins a situar-se en tercera posició, però en la 14a etapa, entre Longwy i Dunkerque, va patir una caiguda que l'obligà a retirar-se. El 1914 va participar en el seu darrer Tour de França, que abandonà durant la 9a etapa entre Marsella i Niça.

### Primera Guerra Mundial
Quan es va declarar la Primera Guerra Mundial Lucien Petit-Breton es va incorporar al 20è esquadró del Tren. Va ser destinat a conduir automòbils militars a l'estat major. El març de 1917, en una entrevista pel diari La Vie au Grand Air, va declarar sobre el desenllaç de la guerra i el destí dels ciclistes: «Ai! Quan tornin a obrir els velòdroms, quants de nosaltres que vam ser la glòria del nostre esport haurem desaparegut? ». Va morir el 20 de desembre de 1917 a l' hospital de Troyes arran d'un accident de trànsit al front. Fou enterrat al cementiri de Pénestin a Morbihan.

## Homenatges

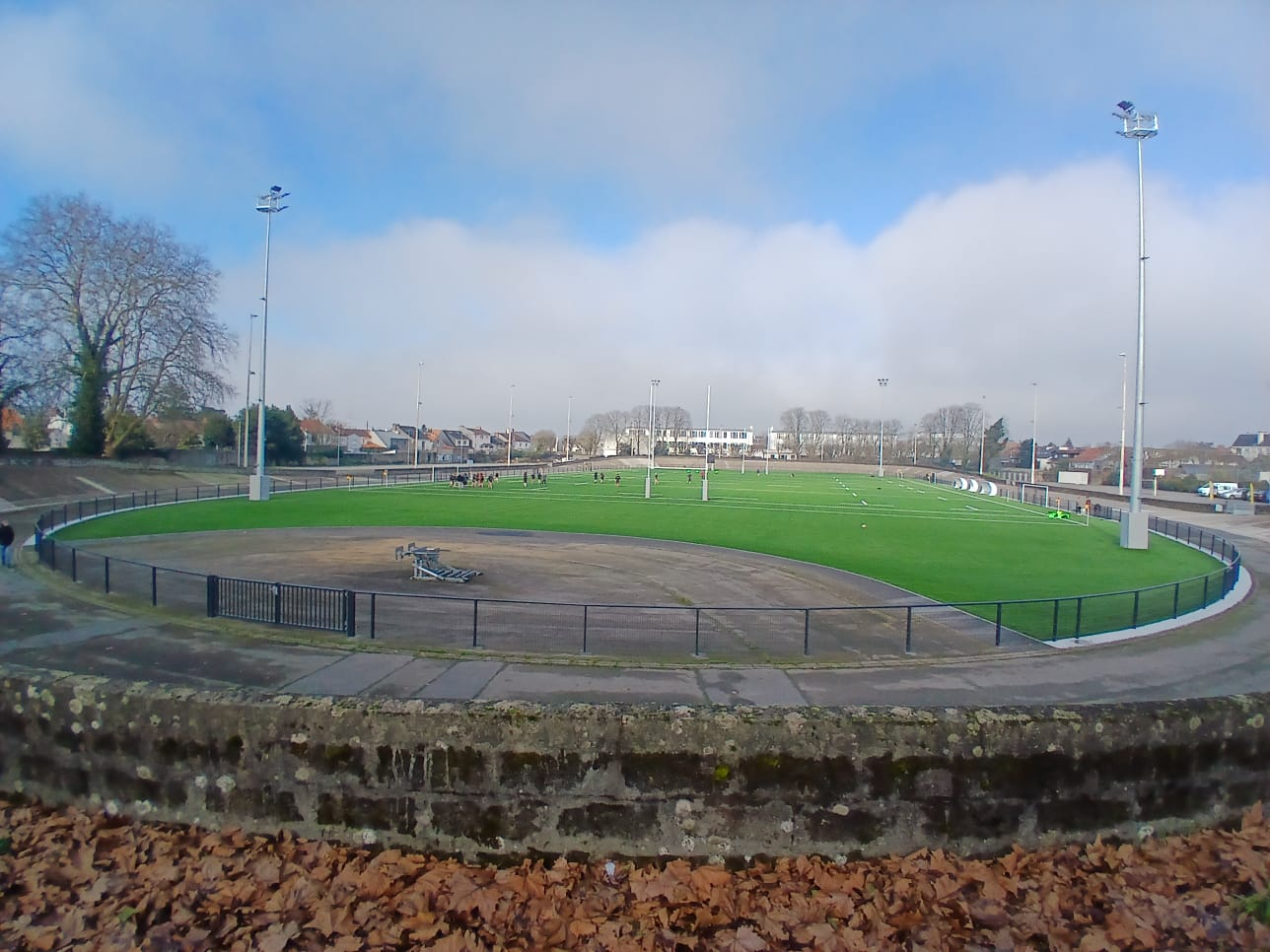
Estadi Petit Breton - velòdrom de Nantes.

La ciutat de Besiers, a l'Erau, va batejar una de les seves places Lucien-Petit-Breton. A Pénestin, on està enterrat, el complex poliesportiu porta el seu nom, mentre a la comuna de Bédée (Ille i Vilaine) el duu un carrer. A la ciutat de Nantes (Loire-Atlàntic) al seu estadi velòdrom, anomenat Petit-Breton, s'hi va col·locar una estela en homenatge el.9 de setembre de 1994. També hi ha col·locada una placa commemorativa al seu lloc de naixement a Plessé (Loira Atlàntic).

## Palmarès
- 1904
  - 1r al Bol d'Or
- 1906
  - 1r a la París-Tours
- 1907
  - 1r al Tour de França i vencedor de 2 etapes
  - 1r a la Milà-Sanremo
- 1908
  - 1r al Tour de França i vencedor de 5 etapes
  - 1r a la Volta a Bèlgica i vencedor de 4 etapes
  - 1r a la París-Brussel·les
- 1909
  - 1r a la Buffalo-Cup[51]
- 1911
  - Vencedor d'una etapa al Giro d'Itàlia

### Resultats al Tour de França
- 1905. 5è de la classificació general
- 1906. 4t de la classificació general
- 1907. 1r de la classificació general i vencedor de 2 etapes
- 1908. 1r de la classificació general i vencedor de 5 etapes
- 1910. Abandona (7a etapa)
- 1911. Abandona (1a etapa)
- 1912. Abandona (2a etapa)
- 1913. Abandona (14a etapa)
- 1914. Abandona (9a etapa)

### Resultats al Giro d'Itàlia
- 1910. Abandona
- 1911. Abandona. Vencedor d'una etapa

## Publications
- Librairie de l'auto. Comment je cours sur la route, 1908.
- Le cyclisme, 1912.